# Rosendal slot
Rosendal er et slot i Helsingborg kommun, Skåne.
Slottet ligger 10 km nordøst for Helsingborg. Slottet består af en hovedbygning med to fløje. Bygningerne har højrygget tag og tårne i begge de indvendige hjørner af gården. Rosendal Slot er blevet gennemgribende renoveret fra 2015 - 2022 så slottet i dag fremstår tro mod de oprindelige tanker fra Renæssancen.

## Historie
Rosendal Slot blev bygget i 1615 af den kongelige vasal Anders Bille, der blev udnævnt af Danmarks konge Christian IV, og er et af få renæssanceslotte i Sverige. Det blev arvet af hans bror, Claus Bille til Vanås, og derefter kom det gennem arv og ægteskab i Kjell Barnekows besiddelse. Hans enke, Margaret von Ascheberg, overlod Rosendal og Ellinge i arv til sin datter og hendes mand, friherre William Bennett. Deres efterkommere ejede ejendommen til 2015, hvor den blev overtaget af Poul Martin Mikkelsen.
Siden overtagelsen af godset i 2015 har slottet gennemgået en gennemgribende renovering af de klassiske bygninger med ambitionen om at være tro mod den oprindelige idé med slottet. Bl.a. er de nedlagte voldgrave og sø mod nordøst genetableret ligesom parken er blevet udvidet og beplantet så den både i størrelse og flora og fauna er tro mod det oprindelige haveanlæg som smukt omgrænsede Rosendal og passede til bygningernes masse.
Rosendal Slot drives i dag af Poul & Beate Mikkelsen med familie, og har en række driftsgrene såsom landbrug, privat og kommerciel boligudlejning og event forretning med udgangspunkt i det nyrenoverede slot og udvalgte historiske driftsbygninger.